# Sarah Tait
Pour les articles homonymes, voir Tait.
Sarah Anne Outhwaite, dite Sarah Tait, est une rameuse australienne née le 23 janvier 1983 à Perth et morte le 3 mars 2016 à Melbourne.

## Biographie
Aux Jeux olympiques d'été de 2012 à Londres, elle a obtenu avec Kate Hornsey la médaille d'argent en deux sans barreur.
Elle meurt le 3 mars 2016 à Melbourne des suites d'un cancer du col utérin, malgré une vaccination contre ce cancer.

## Palmarès

### Jeux olympiques
- 2012 à Londres,  Royaume-Uni
  -  Médaille d'argent en deux sans barreur

### Championnats du monde
- 2011 à Bled,  Slovénie
  -  Médaille de bronze en deux sans barreur

- 2005 à Gifu,  Japon
  -  Médaille d'or en huit
  -  Médaille d'argent en deux sans barreur